# Онкоген
Онкоге́н — ген, продукт которого может стимулировать образование злокачественной опухоли. Мутации, вызывающие активацию онкогенов, повышают шанс того, что клетка превратится в раковую клетку. Считается, что гены-супрессоры опухолей (ГСО) предохраняют клетки от ракового перерождения, и, таким образом, рак возникает либо в случае нарушения работы генов-супрессоров опухолей, либо при появлении онкогенов (в результате мутации или повышения активности протоонкогенов, см. ниже).
Многие клетки при появлении в них мутаций подвергаются апоптозу, но в присутствии активного онкогена могут ошибочно выживать и пролиферировать. Для злокачественного перерождения клетки под действием многих онкогенов требуется дополнительные условия, например, мутация в другом гене или факторы внешней среды (например, вирусные инфекции).
С 1970-х открыты десятки онкогенов у человека. Многие противораковые лекарства направлены на подавление активности онкогенов либо их продуктов.

## Протоонкогены
Протоонкоген — обычный ген, который может стать онкогеном из-за мутаций или повышения экспрессии. Многие протоонкогены кодируют белки, которые регулируют клеточный рост и дифференцировку. Протоонкогены часто вовлечены в пути передачи сигнала и в регуляцию митоза, обычно через свои белковые продукты. После активации (происходящей из-за мутации самого протоонкогена или других генов) протоонкоген становится онкогеном и может вызвать опухоль.
Примерами продуктов протоонкогенов являются белки, вовлеченных в сигнальные пути — белок RAS, а также белки WNT, Myc, ERK и TRK.

### Активация
Протоонкоген может стать онкогеном путём относительно незначительной модификации его естественной функции. Существует три основных пути активации:
- Мутация внутри протоонкогена, которая:
  - меняет структуру белка,
  - повышает активность белка (фермента), при которой утрачивается регуляция экспрессии соответствующего гена.
- Повышение концентрации белка путём:
  - повышения экспрессии гена (нарушение регуляции экспрессии);
  - повышения стабильности белка, увеличение периода его жизни и, соответственно, активности в клетке;
  - дупликации гена (хромосомная перестройка), в результате чего концентрация белка в клетке удваивается.
- Транслокация (хромосомная перестройка), которая вызывает:
  - повышение экспрессии гена в нетипичных клетках или в нетипичное время
  - экспрессию постоянно активного гибридного белка. Такой тип перестройки в делящихся стволовых клетках костного мозга приводит к лейкемии у взрослых.

Мутации в микроРНК могут также приводить к активации протоонкогенов. Исследования показали, что малые молекулы РНК длиной 21-25 нуклеотидов, называемые микро-РНК, контролируют экспрессию генов путём понижения их активности. Антисмысловые мРНК могут теоретически быть использованы для блокировки действия онкогенов.

## Классификация
| Категория                                                                 | Примеры | Онкология | Функции генов |
| ------------------------------------------------------------------------- | --- | --- | --- |
| Факторы роста, или митогены                                               | c-Sis | глиобластомы, фибросаркомы, остеосаркомы, карциномы молочной железы и меланомы                                                                               | вызывает пролиферацию клеток.                                                                                                |
| Рецепторные тирозинкиназы                                                 | Рецептор эпидермального фактора роста (EGFR), рецептор тромбоцитарного фактора роста (PDGFR) и рецептор сосудистого эндотелиального фактора роста (VEGFR), HER2/neu | Рак молочной железы, гастроинтестинальные стромальные опухоли, немелкоклеточный рак легких и рак поджелудочной железы                                        | передают сигналы для роста и дифференциации клеток..                                                                         |
| Цитоплазматические тирозинкиназы                                          | Семейство Src, семейство Syk-ZAP-70 и семейство BTK тирозинкиназ, ген Abl при CML - Филадельфийская хромосома                                                       | колоректальный рак и рак молочной железы, меланомы, рак яичников, рак желудка, рак головы и шеи, рак поджелудочной железы, рак легких, рак мозга и рак крови | опосредуют реакции и активируют рецепторы пролиферации клеток, миграции, дифференциации и выживания                          |
| Цитоплазматические серин/треониновые киназы и их регуляторные субъединицы | Raf-киназа, циклинзависимые киназы (через сверхэкспрессию ). | злокачественная меланома, папиллярный рак щитовидной железы, колоректальный рак и рак яичников                                                               | участвуют в развитии организма, регуляции клеточного цикла, пролиферации клеток, дифференциации, выживании клеток и апоптозе |
| Регуляторные ГТФазы                                                       | белок Ras | Аденокарциномы поджелудочной железы и толстой кишки, опухоли щитовидной железы и миелоидный лейкоз                                                           | участвуют в передаче сигнала по основному пути, ведущему к пролиферации клеток.                                              |
| Факторы транскрипции                                                      | ген myc | Злокачественные Т-клеточные лимфомы и острые миелоидные лейкозы, рак молочной железы, рак поджелудочной железы, ретинобластома и мелкоклеточный рак легких   | регулируют транскрипцию генов, которые вызывают пролиферацию клеток.                                                         |
| Транскрипционные коактиваторы                                             | Гены YAP1, WWTR1 | глиома, меланома, рак легких, рак груди и др. | взаимодействуют с партнерами по факторам транскрипции, регулируя транскрипцию генов, которые вызывают пролиферацию клеток.   |

Дополнительные свойства онкогенетических регуляторов включают:
Факторы роста обычно секретируются либо специализированными, либо неспециализированными клетками, чтобы вызвать пролиферацию клеток в себе, соседних клетках или отдаленных клетках. Онкоген может заставить клетку секретировать факторы роста, даже если она обычно этого не делает. Тем самым он вызовет собственную неконтролируемую пролиферацию ( аутокринная петля ) и пролиферацию соседних клеток, что может привести к образованию опухоли. Он также может вызвать выработку гормонов роста в других частях тела.
Рецепторные тирозинкиназы добавляют фосфатные группы к другим белкам, чтобы включить или выключить их. Рецепторные киназы добавляют фосфатные группы к рецепторным белкам на поверхности клетки (которая получает белковые сигналы извне клетки и передает их внутрь клетки). Тирозинкиназы добавляют фосфатные группы к аминокислоте тирозину в целевом белке. Они могут вызывать рак, постоянно включая рецептор (конститутивно), даже без сигналов извне клетки.
Ras — это небольшая ГТФаза, которая гидролизует ГТФ до ГДФ и фосфата. Ras активируется сигнализацией факторов роста (т. е. EGF, TGFbeta) и действует как бинарный переключатель (вкл./выкл.) в сигнальных путях роста. Нижестоящие эффекторы Ras включают три митоген-активируемые протеинкиназы Raf : MAPKKK, MAPKK и MAPK, которые, в свою очередь, регулируют гены, опосредующие пролиферацию клеток.